# حوض مويجات

حوض مويجات بسيط

حوض المويجات أو خزان المويجات في الفيزياء هو خزان ماء زجاجي ضحل يستخدم لتوضيح الخصائص الأساسية للموجات، ويُعتبر نوع خاص من أنواع خزانات الموج، وعادة ما يُضاء خزان المويجات من الأعلى، بحيث يلمع الضوء عبر الماء، وأحيانا يكون مضاء من الأسفل بوضعه على جهاز عرض علوي. وتظهر المويجات على الماء كظل على الشاشة أسفل الخزان، بشكل يوضح جميع الخصائص الأساسية للمويجات مثل الانعكاس والانكسار والتداخل والحيود.
يُمكن توليد المويجات بقطعة من الخشب معلقة فوق الخزان على رباط مطاطي بحيث تلامس السطح، ومثبت عليها محرك متصل بالمحور، يتذبذب أثناء دورانه فيهز الخشبة ويولد المويجات.

## إظهار خصائص الموجة
يمكن عرض عدد من خصائص الموجة باستخدام خزان المويجات، مثل الموجات المستوية والانعكاس والانكسار والتداخل والحيود.

## الموجات المستوية

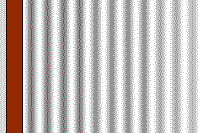
صورة للموجات المستوية

تتولد الموجات المستوية عندما يتم خفض الخشبة المثَبت عليها المحرك بحيث تلامس سطح الماء.

صورة عن كثب لوحدة توليد المويجات في الخزان

## الموجات دائرية

خزان مويجات ذو مصدر دائري يُنتج موجات دائرية

تتولد الموجات الدائرية عندما يتم توصيل الخشبة المثَبت عليها المحرك بكرة نقطية ثم خفضها بحيث تلامس سطح الماء.

## الانعكاس

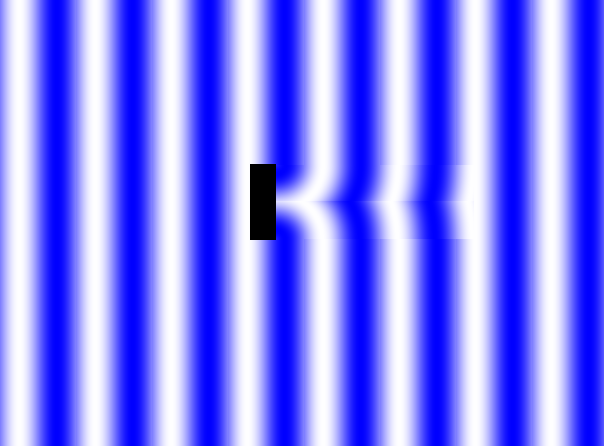
الموجات الطويلة (بالنسبة لحجم العائق) تلتف حول العائق.

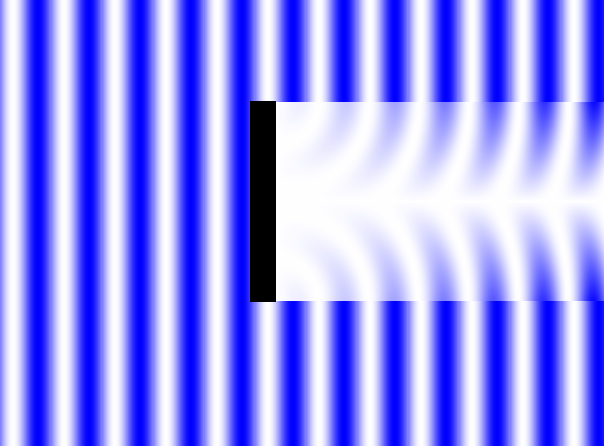
الموجات القصيرة (بالنسبة لحجم العائق) تلقي بظلها على العائق.

التقريب العددي لنمط الحيود الناتج من شق عرضي طوله خمسة أضعاف الطول الموجي لموجة مستوية.

التقريب العددي لنمط الحيود الناتج من شق عرضي طوله يساوي الطول الموجي لموجة مستوية.

### إظهار انعكاس وتركيز المرايا
عند وضع قضيب معدني في خزان المويجات والنقر على الخشبة فإنه يتولد عدة مويجات تتجه نحو القضيب المعدني، حيث تنعكس التموجات من القضيب المعدني، وإذا وُضع القضيب المعدني عند زاوية بالنسبة لمقدمة الموجة فإنه يمكن رؤية الموجات المنعكسة وهي تتبع قانون الانعكاس، حيث تتساوى زاوية السقوط مع زاوية الانعكاس.
وإذا استخدم عائق مقعر فإن الموجات المستوية تتقارب عند نقطة بعد الانعكاس، تُمثل هذه النقطة بؤرة العدسة للمرآة، ويمكن إنتاج موجات دائرية بإسقاط قطرة ماء في خزان المويجات، وإذا سقطت النقطة عند بؤرة العدسة فستنعكس الموجات المستوية مرة أخرى.

## الانكسار
إذا وُضع لوح زجاجي في جزء من الخزان فإن عمق الماء فوق اللوح الزجاجي سيكون أقل من عمقه في أي مكان آخر في الخزان، وحيث أن سرعة موجة الماء تعتمد على العمق، فإن الموجات ستتباطأ أثناء مرورها فوق اللوح الزجاجي، ما يؤدي إلى نقص الطول الموجي، وإذا كان التقاطع بين المياه العميقة والضحلة بزاوية عند مقدمة الموجة فإن الأمواج سوف تنكسر.

## الحيود
إذا وُضع عائق صغير في مسار المويجات واستخدم تردد بطيء، فإنه لن يوجد منطقة ظل لأن المويجات تنكسر حول العائق، وقد ينتج عن التردد الأسرع ظلًا، وإذا وُضع عائق كبير في الخزان فمن المحتمل أن تُلاحظ منطقة الظل.

## الحيود من الشبكة
يمكن رؤية ظاهرة مماثلة لحيود الأشعة السينية من شبكة بلورية ذرية، مما يُوضح مبادئ علم البلورات. فلو وضعت شبكة عوائق في الماء مع وجود تباعد بين العوائق يتوافق تقريبًا مع الطول الموجي للموجات فسوف تُظهر الموجات حيودًا من الشبكة، كما ستظهر الموجات وكأنها تنعكس عن الشبكة عند زوايا معينة بين الشبكة والموجات القادمة منها؛ بينما ستمر بعض الموجات الأخرى عند زوايا أخرى. وبالمثل فإنه إذا تغيير الطول الموجي للموجات فسوف تمر الموجات أو تنعكس بالتناوب، وذلك اعتمادًا على العلاقة الدقيقة بين المسافة بين العوائق والاتجاه والطول الموجي.

## التداخل
يمكن أن يحدث التداخل باستخدام غطاسَين متصلين بقضيب التموج الرئيسي، وتمثل المناطق المضيئة قمم الأمواج، فيما تمثل المناطق الداكنة قيعانها. وتُمثل المناطق الرمادية مناطق التداخل الهدام حيث تلغي قمة موجة قاعة موجة أخرى.

## أنظر أيضا
- مويجة
- خزان الموج

## روابط خارجية
- كيفية إنشاء خزان مويجات واستخدامه
- Java Open Source Physics Ripple Tank Model